# Возвращение в Монток
«Возвращение в Монток» (нем. Rückkehr nach Montauk) — немецкий фильм-драма 2017 года, поставленный режиссёром Фолькером Шлёндорфом по роману Макса Фриша «Монток» (1975), который основан на реальных событиях жизни самого автора. Лента принимала участие в конкурсной программе 67-го Берлинского международного кинофестиваля.

## Сюжет
Известный писатель Макс Зорн отправляется в Нью-Йорк на презентацию своей новой книги о страстном романе, пережитом когда-то давно. В издательских делах ему помогает молодая жена. В США Макс встречает свою бывшую возлюбленную Ребекку, с которой они когда-то были счастливы. Пара решает провести уикенд в небольшом городке Монток.

## В ролях
- Стеллан Скарсгард — Макс Зорн,
- Нина Хосс — Ребекка,
- Сузанна Вольф[нем.] — Клара,
- Нильс Ареструп — Вальтер,
- Изи Лаборде — Линдси,
- Брона Галлахер[англ.] — Рэйчел,
- Матиас Зандерс[нем.] — Марк Макдональд,
- Малкольм Адамс — Родерик.